# NGC 2671
NGC 2671 je otvoreni skup u zviježđu Jedru. 

## Vanjske poveznice
- SEDS: NGC 2671